# Ntungamo
Ntungamo est une ville du sud-ouest de l'Ouganda, capitale du district de Ntungamo.

## Personnalités liées à la commune
- Yoweri Museveni (né en 1944), président de la République d'Ouganda depuis 1986.

## Source
- (en) Cet article est partiellement ou en totalité issu de l’article de Wikipédia en anglais intitulé « Ntungamo » (voir la liste des auteurs).